# ليوبولد ألفونسو
ليوبولد ألفونسو (9 يونيو 1991 في ماليزيا - ) هو لاعب كرة قدم ماليزي في مركز الهجوم. لعب مع نادي صباح وCebagoo F.C. ‏.